# Дача Виктория
Дача Виктория («бывшая дача Соломона Крыма», также дача «Отрада») — комплекс памятников местного значения в Феодосии. Состоит из главного и гостевого корпусов, а также ограждения и малых архитектурных форм. Здание построено в 1914 году.

## История

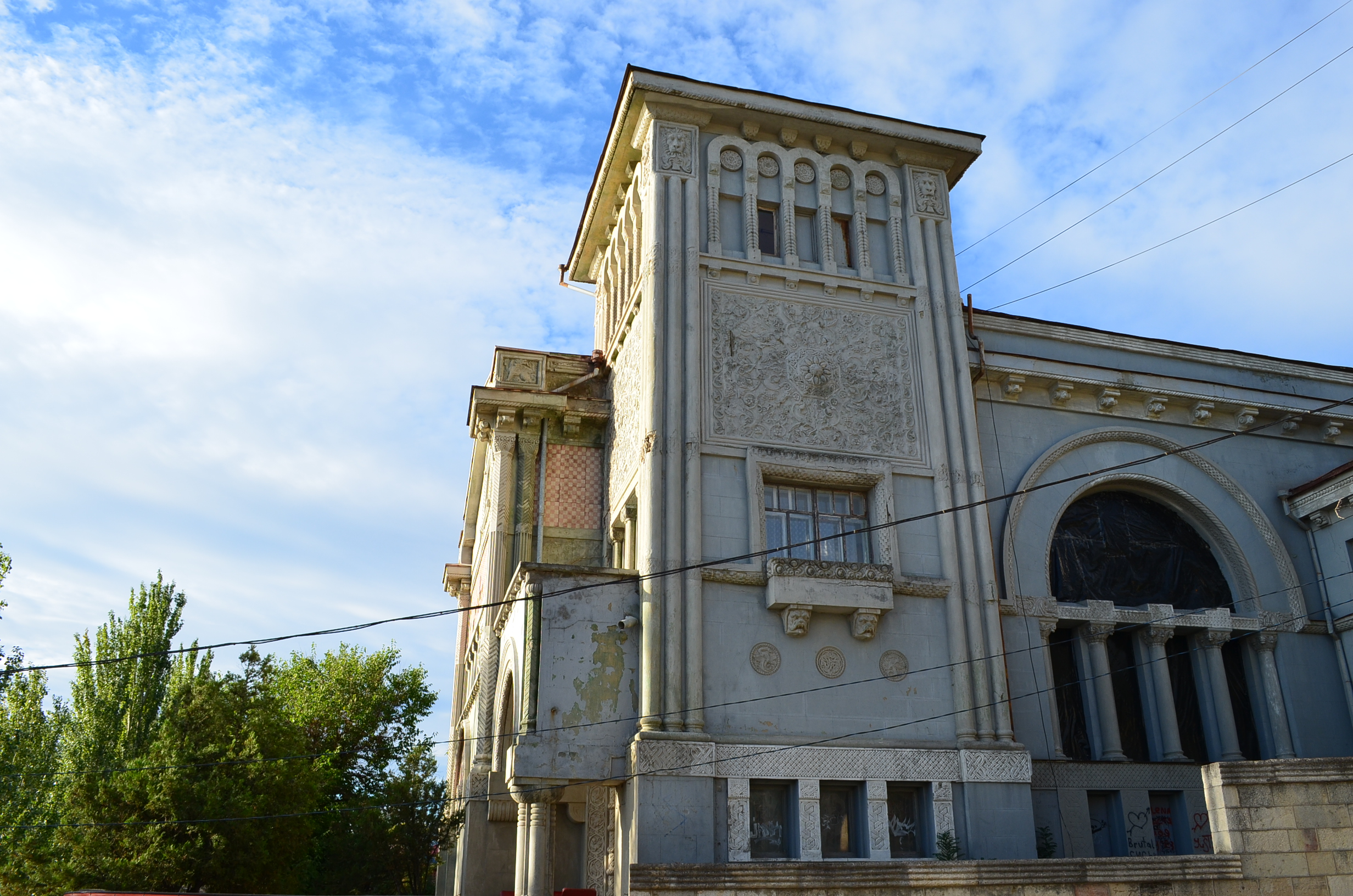
Профиль здания

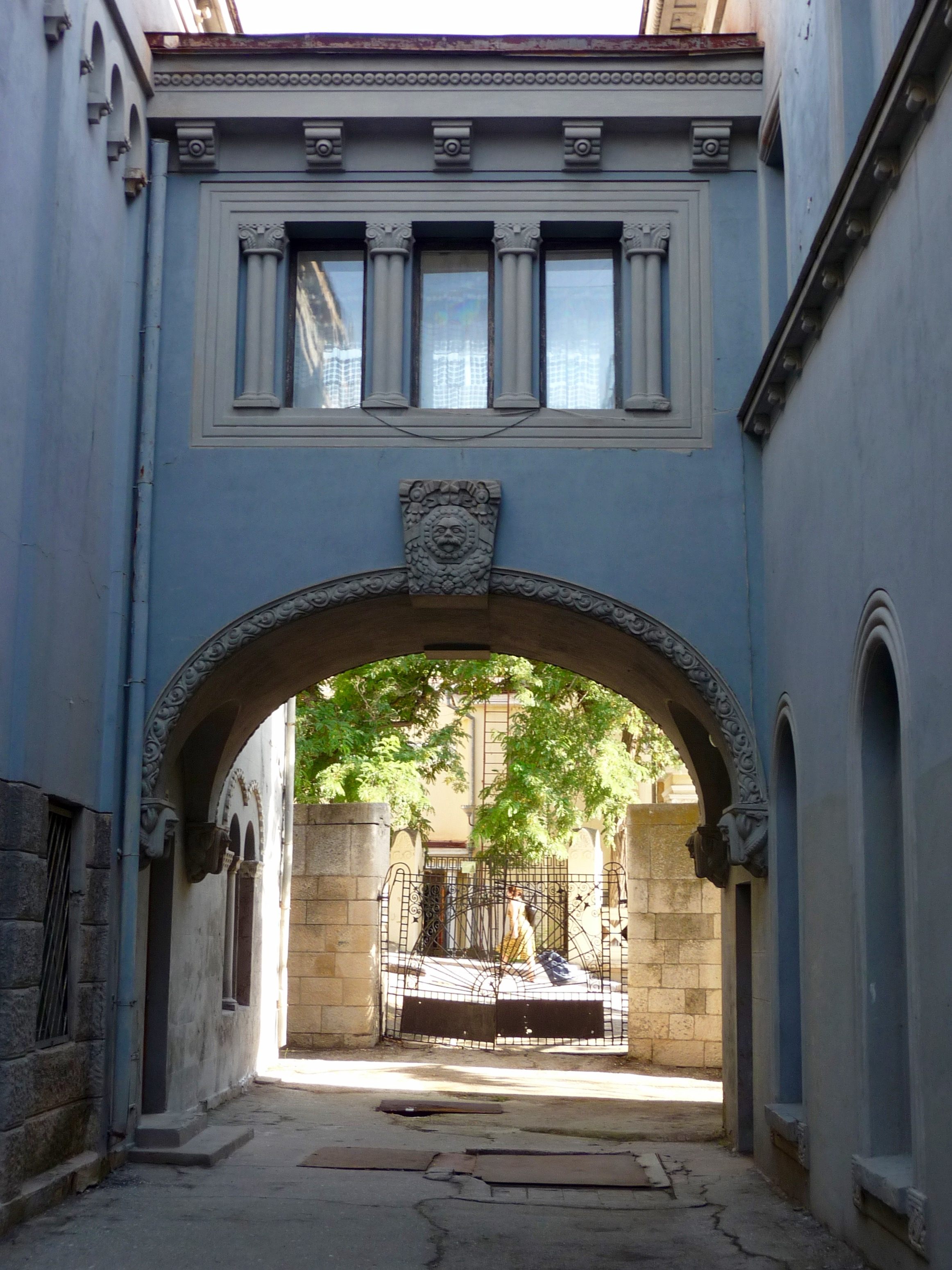
Арка между корпусами

В конце XIX века в Феодосии, согласно переписи населения, насчитывалось 144 представителя династии Крым. Все они были родственниками и членами одной семьи. Самым известным представителем династии был Соломон Самуилович Крым. Семье Крым принадлежали коммерческий банк, пароходная компания и другие крупные объекты. Соломон Крым был председателем 2-го Крымского краевого правительства, инициатором основания Таврического университета; караим по происхождению, участник и проводник караимского движения в Крыму и в изгнании, сын известного в XIX веке городского головы Феодосии.
Дача Соломона Крыма называется дача «Виктория» — «Победа». Но кроме названия «Виктория» в источниках встречается и ещё одно имя дачи — «Отрада».
Рядом на проспекте Айвазовского расположена другая собственность Соломона Крыма — Дача Милос.
Возведение особняка началось в 1912 году. Строительство было закончено в 1914 году, дату подтверждают римские цифры на фасаде здания (MCMXIV). Дача построена по проекту известного ялтинского архитектора Николая Петровича Краснова.
При Советской власти дача перешла в государственную собственность. В доме разместился санаторий. В период Великой Отечественной войны, здание существенно пострадало. Восстановление проводилось по проекту архитекторов Ю. Ф. Коломийченко и А. Коломийченко.
В бывшем особняке «Отрада» в течение многих лет располагался лечебный корпус № 5 санатория «Восход». Сегодня дача находится в собственности частных инвесторов. Санаторий оперирует лишь пристройкой, в которой расположена соляная пещера.
Летом в здании дачи располагается кинотеатр и общественный туалет. Здание находится в очень плохом состоянии и нуждается в реконструкции.

## Архитектура
Дача «Виктория» построена в средневековой испано-мавританском стиле с большим количеством лепнины и резьбы по камню.
Каменщиком был феодосийский мастер Ян Фока. Главная особенность фасада — орнамент — сочетает традиционные архитектурные фигуры крымского Средневековья. Украшают здание дачи окна с тремя и пятью частями и колоннами ионического ордера. Выделяется также квадратная башня.
Фасад дачи могло украшать мозаичное панно с пейзажами Феодосийского залива. Панно было изготовлено в Италии, но впоследствии его место заняла красная плитка в шашечку, так как при перевозке во время Первой мировой войны корабль с панно подорвался на мине и затонул.